# Кістоун (Флорида)
Кістоун (англ. Keystone) — переписна місцевість (CDP) в США, в окрузі Гіллсборо штату Флорида. Населення — 25 211 особа (2020).

## Географія
Кістоун розташований за координатами 28°7′40″ пн. ш. 82°36′29″ зх. д. / 28.12778° пн. ш. 82.60806° зх. д. (28.127642, -82.608095).  За даними Бюро перепису населення США в 2010 році переписна місцевість мала площу 101,41 км², з яких 90,98 км² — суходіл та 10,43 км² — водойми.

## Демографія
Згідно з переписом 2010 року, у переписній місцевості мешкало 24 039 осіб у 8310 домогосподарствах у складі 6958 родин. Густота населення становила 237 осіб/км².  Було 9022 помешкання (89/км²).
Расовий склад населення:
| - 86,6 % — білих - 5,6 % — азіатів - 3,9 % — чорних або афроамериканців - 0,2 % — корінних американців - 0,1 % — вихідців з тихоокеанських островів - 1,1 % — осіб інших рас |

До двох чи більше рас належало 2,5 %. Частка іспаномовних становила 10,9 % від усіх жителів.
За віковим діапазоном населення розподілялося таким чином: 28,0 % — особи молодші 18 років, 62,2 % — особи у віці 18—64 років, 9,8 % — особи у віці 65 років та старші. Медіана віку мешканця становила 41,3 року. На 100 осіб жіночої статі у переписній місцевості припадало 97,8 чоловіків;  на 100 жінок у віці від 18 років та старших — 95,9 чоловіків також старших 18 років.
Середній дохід на одне домашнє господарство  становив 142 706 доларів США (медіана — 113 741), а середній дохід на одну сім'ю — 151 750 доларів (медіана — 125 007). Медіана доходів становила 86 573 долари для чоловіків та 56 991 долар для жінок. За межею бідності перебувало 2,5 % осіб, у тому числі 1,3 % дітей у віці до 18 років та 4,3 % осіб у віці 65 років та старших.
Цивільне працевлаштоване населення становило 11 769 осіб. Основні галузі зайнятості: науковці, спеціалісти, менеджери — 21,7 %, освіта, охорона здоров'я та соціальна допомога — 18,3 %, фінанси, страхування та нерухомість — 13,3 %, роздрібна торгівля — 8,6 %.